# Hypertextualität
Als Hypertextualität bezeichnet man in der Transtextualitätstheorie nach Gérard Genette  eine Form der Überlagerung von Texten, die nicht der des Kommentars entspricht, also beispielsweise, dass ein späterer Text ohne den vorhergehenden nicht denkbar wäre.
Ein Beispiel für Hypertextualität bildet James Joyce’ Roman „Ulysses“ (1922), der ohne Homers Odyssee nicht hätte entstehen können. In der Terminologie Genettes würde in diesem Beispiel James Joyce’ Roman Ulysses als Hypertext und Homers Odyssee als Hypotext bezeichnet werden.
Im Kontext von Hypertexten bezeichnet man als Hypertextualität auch häufig zusammenfassend deren charakteristische Merkmale wie Intertextualität, Nichtlinearität, Nichtsequentialität, Dekontextualisierung, Rekombinatorik, Interzeption, Assoziativität usw.